# Lansium
Lansium es un género de plantas fanerógamas perteneciente a la familia (Meliaceae), comprende 18 especies descritas, de estas, dos son sinónimos y el resto está pendiente de clasificar. La especie Lansium parasiticum, es un árbol con frutas de los trópicos.

## Taxonomía
El género fue descrito por José Francisco Corrêa da Serra y publicado en Annales du Muséum National d'Histoire Naturelle 10: 157. 1807.

## Algunas especies
- Lansium anamalaiense Bedd.
- Lansium aqueum Jack
- Lansium breviracemosum Kosterm.
- Lansium cinereum Hiern
- Lansium decandrum (Roxb.) Briq.